# 버니 에릭슨

존 버나드 에릭슨(John Bernard Erickson, 1944년 10월 16일 ~ )은 샌디에이고 차저스 와 신시내티 벵골스와 함께 아메리칸 풋볼 리그 에서 두 시즌을 뛰었던 전 미식축구 라인배커이다. 그는 1967년 NFL 드래프트 의 다섯 번째 라운드에서 차저스에 의해 드래프트되었다. 그는 애빌린 기독교 대학교에서 대학 미식축구를 했고 텍사스 주 클리프톤에 있는 클리프톤 중학교에 다녔다.